# 马里奥·博拉蒂
马里奥·博拉蒂（西班牙語：Mario Ariel Bolatti，1985年2月17日—）是一名阿根廷足球运动员，司职后腰，现效力于巴甲球会國際。他也是阿根廷国家队的成员。

## 俱乐部生涯
博拉蒂于2003年在阿根廷足球乙级联赛球队贝尔格拉诺开始职业生涯，2006年跟随球队升级至甲级联赛。
2007年贝尔格拉诺队在保级附加赛中失利，再度降入乙级。2007年7月，博拉蒂和葡超班霸波尔图签订一份为期4年的合同，正式登陆欧洲。但博拉蒂在波尔图并没有得到太多上场的机会。2009年1月，在队友的建议下，博拉蒂租借到阿甲联赛的胡拉坎队半年。博拉蒂的出色表现帮助胡拉坎在阿根廷秋季联赛中获得亚军的成绩。之后胡拉坎和波尔图队延续了租借合同，博拉蒂继续留在球队参加2009/10赛季阿根廷春季联赛。
由于博拉蒂在联赛和世界杯外围赛的出色表现，包括巴塞罗那在内的多家俱乐部都表示有意将其引进。2010年1月18日，意大利足球甲级联赛球会佛罗伦萨宣布签入博拉蒂。博拉蒂在09/10赛季下半程出场12次。当年夏季，阿根廷《奥莱报》称英超利物浦和阿甲河床都在追逐博拉蒂，新赛季博拉蒂仍然留在佛罗伦萨，但出场时间减少了很多。12月27日，有中国媒体称中超升班马广州恒大队也加入了对博拉蒂的争夺战。
2011年2月6日，巴甲球会國際队宣布签入博拉蒂。

## 国家队生涯
2009年8月13日，博拉蒂在阿根廷国家队和俄罗斯的友谊赛中首次代表国家队亮相。同年10月14日，在2010年世界杯外围赛南美区最后一轮的比赛中，博拉蒂在80分钟替补出场并在84分钟打进致胜一球，帮助阿根廷队1比0击败乌拉圭，从而力压对手以南美区第四名的成绩直接晋级2010年世界杯决赛圈。赛后时任阿根廷主教练的当即表示他肯定会带博拉蒂参加南非世界杯。
在2010年世界杯中，博拉蒂代表阿根廷出场两次，先是在4比1击败韩国的小组赛中替补出场，之后又在小组赛最后一轮对阵希腊的比赛获得首发机会。
國際賽入球
| # | 日期           | 地點           | 對賽球隊 | 入球  | 賽果  | 競賽               |
| - | -------------- | -------------- | -------- | ----- | ----- | ------------------ |
| 1 | 2009年10月14日 | 乌拉圭蒙特維多 | 乌拉圭   | 1 – 0 | 1 – 0 | 2010年世界盃外圍賽 |